# ميغان غانينغ
ميغان غانينغ هي متزحلقة حرة كندية، ولدت في 13 يوليو 1992 في أتلانتا في الولايات المتحدة.

## وصلات خارجية
- ميغان غانينغ على موقع الاتحاد الدولي للتزلج (التزلج الحر) (الإنجليزية)